# EuroAir
EuroAir (mã IATA = 6M, mã ICAO = EUP) là hãng hàng không của Hy Lạp, trụ sở ở Athens. Hãng có dịch vụ chở khách thuê bao từng chuyến. Căn cứ chính của hãng ở Sân bay quốc tế Athens.

## Lịch sử
EuroAir được thành lập và bắt đầu hoạt động từ năm 1995 với dịch vụ máy bay taxi, trực thăng, máy bay cứu thương và chở khách thuê bao. Ngày nay hãng tập trung vào dịch vụ chở khách thuê bao từng chuyến.

## Đội máy bay
(Ngày 18.6.2008):
- 2 McDonnell Douglas MD-83 (trước đây của AeroMexico, 1 bay cho Hellas Jet)

## Đội máy bay ngưng hoạt động
- 1 Letonov Let-140
- 1 Embraer EMB-110